# هرند
هرند (بالفارسية: هرند) هي مدينة تقع في إيران في Jolgeh District. يقدر عدد سكانها بـ 6,613 نسمة .